# Lasantha Wickrematunga
Lasantha Wickrematunga (1958-2009) est un journaliste srilankais, assassiné le 8 janvier 2009. Il était rédacteur en chef de l'hebdomadaire Sunday Leader. Il a reçu, après sa mort, le Prix mondial de la liberté de la presse de l'Unesco en 2009.

## Biographie
Lasantha Wickrematunga est un journaliste srilankais, rédacteur en chef de l'hebdomadaire Sunday Leader, à Colombo, connu pour ses positions critiques envers le gouvernement. Il avait été qualifié de « reporter terroriste » en octobre 2008 par le président Mahinda Rajapakse[réf. nécessaire].
Il a été assassiné le 8 janvier 2009. Deux hommes à moto l'on suivi, ont brisé la vitre de son véhicule a l'aide d'une barre de fer, puis ont tiré sur lui à bout portant. Touché à la tête, au ventre et à la poitrine, il meurt quelques heures plus tard dans un hôpital de Colombo.
Il s'attendait à mourir assassiné, et avait écrit un article ou il prédisait sa mort, et s'adressait directement aux assassins et au gouvernement. 
Il a reçu, à titre posthume, le Prix mondial de la liberté de la presse de l'Unesco en 2009.